# Камень (Мозырский район)
Камень (бел. Камень) — деревня в Осовецком сельсовете Мозырского района Гомельской области Республики Беларусь.

## География

### Расположение
В 44 км на запад от Мозыря, 38 км от железнодорожной станции Муляровка (на линии Гомель — Лунинец), 175 км от Гомеля.

### Гидрография
На реке Сколодина (приток реки Припять).

## Транспортная сеть
Транспортные связи по просёлочной, затем автомобильной дороге Гомель — Лунинец. Планировка состоит из чуть изогнутой улицы, близкой к широтной ориентации. Застройка двусторонняя, неплотная, деревянная, усадебного типа.

## История
Найденные археологами в окрестности старинные инструменты производства свидетельствуют про деятельность человека в этой местности с давних времён. По письменным источникам известна с XIX века как село в Слобода-Скрыгаловской волости Мозырского уезда Минской губернии. Наиболее активная застройка приходится на 1920-е годы. В 1931 году жители вступили в колхоз. Во время Великой Отечественной войны в июне 1942 года оккупанты полностью сожгли деревню и убили 28 жителей. В боях за деревню и окрестности погибли 75 советских солдат и партизан (похоронены в братской могиле на восточной окраине). 14 жителей погибли на фронте. Согласно переписи 1959 года в составе совхоза «Осовец» (центр — деревня Осовец).
На Северо-Восточной окраине посёлка ранее имелась свиноферма. Все 4 свинарника полностью разрушены, в более или менее нормальном состоянии, осталось только здание для хранения удобрения.

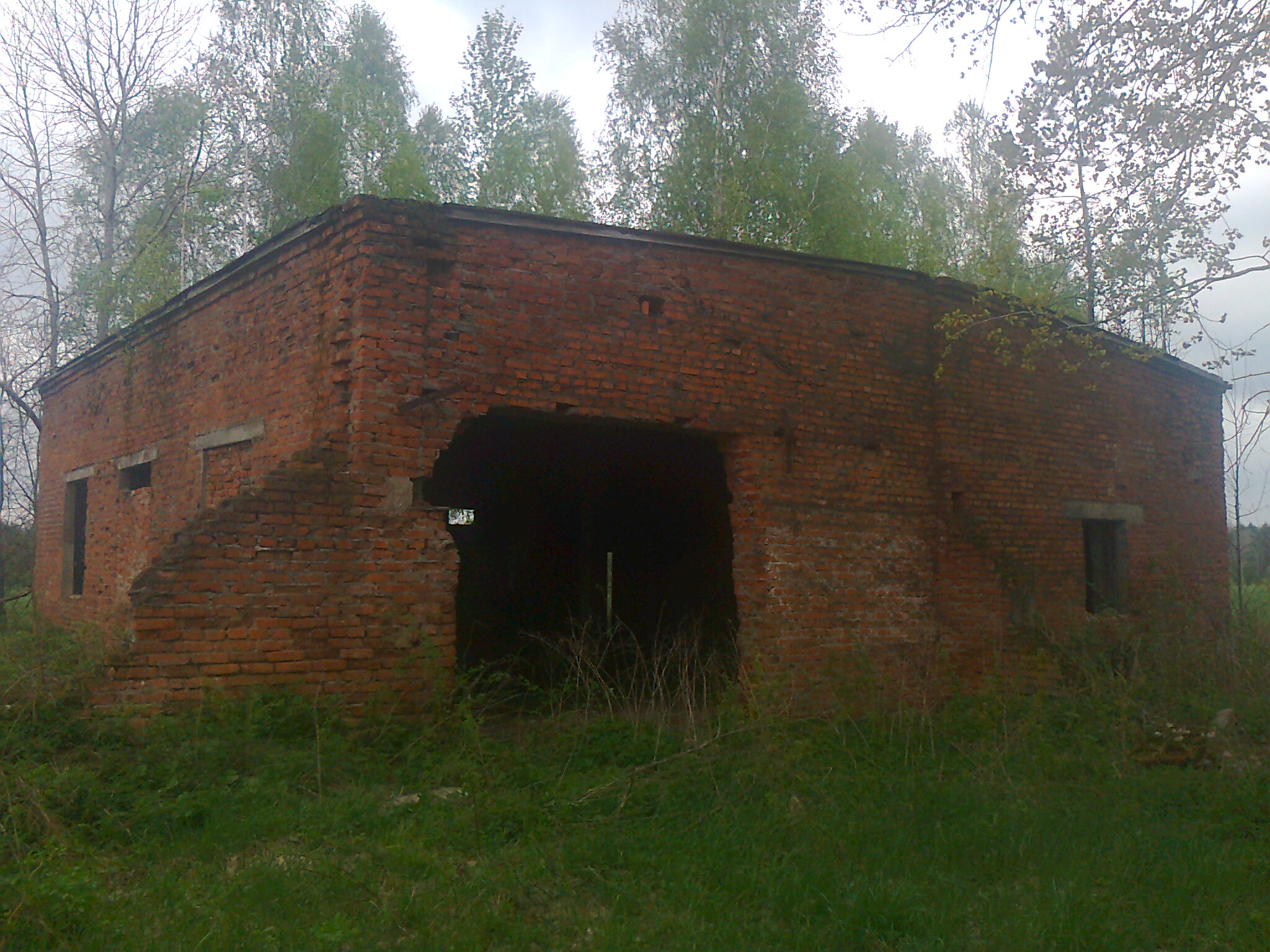
Разрушенное здание, которое предназначалось для хранения удобрения, на свиноферме

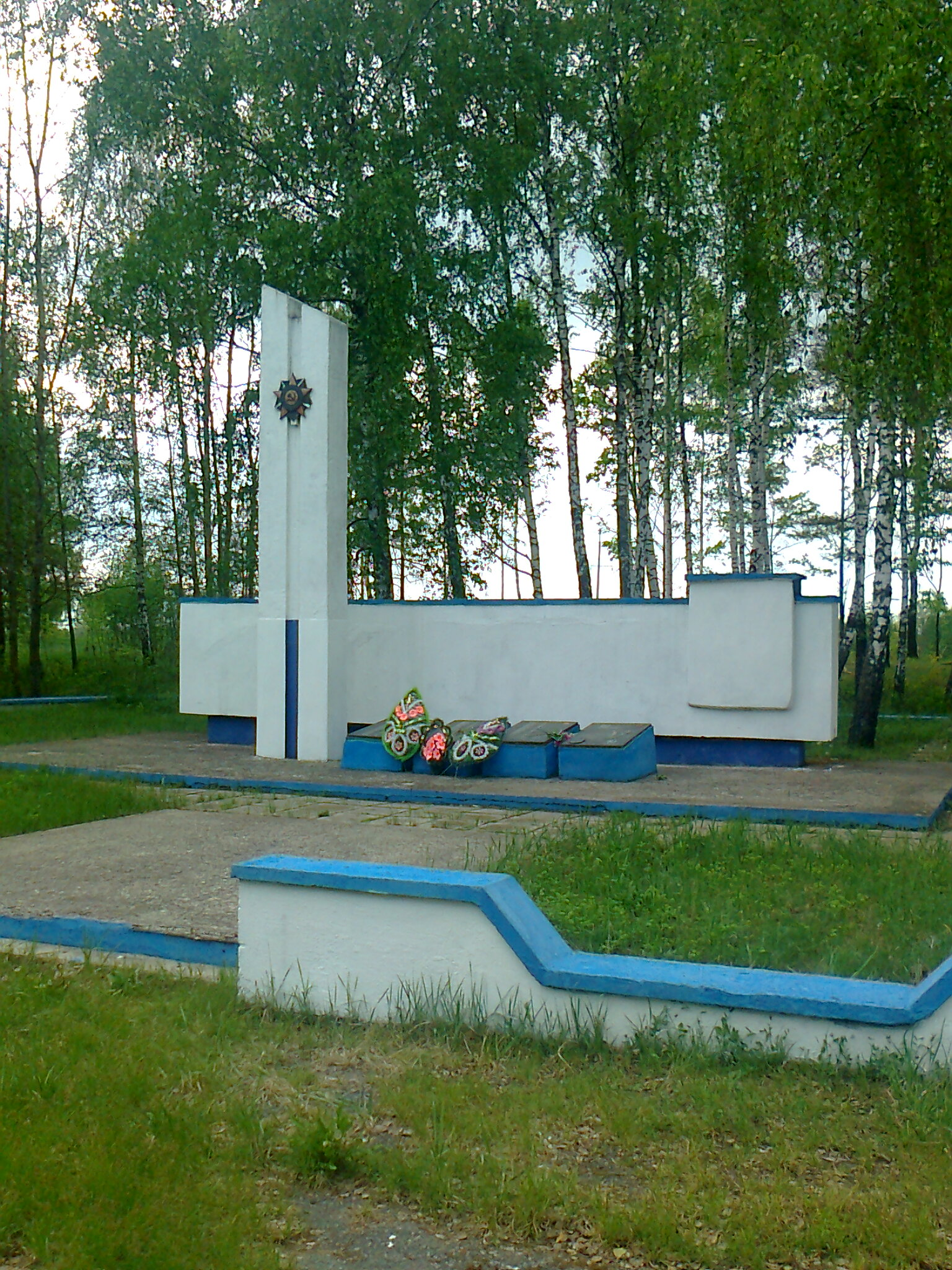
Братская могила на восточной окраине

## Население

### Численность
- 2013 год — 9 дворов, 11 жителей.

### Динамика
- 1897 год — 5 дворов, 30 жителей (согласно переписи).
- 1908 год — 34 жителя.
- 1940 год — 34 двора, 169 жителей.
- 1959 год — 134 жителя (согласно переписи).
- 2004 год — 10 хозяйств, 16 жителей.
- 2013 год — 9 дворов, 11 жителей